# Vandelvej
 Vandelvej er en 2+1 sporet motortrafikvej, og er en del af primærrute 28. Den er ca. 10 km lang,og går imellem Bredsten og Vandel. Vejen er en forsættelse af Bredstenvej, som er en 2 sporet motortrafikvej mellem Vejle og Bredsten. 
Motortrafikvejen starter i Bredstenvej i en af Danmarks største rundkørsel, og føres derefter syd om den gamle hovedlandevej til Billund. Vejen passer Tørskindvej i et tilslutningsanlæg med frakørsel til landsbyen Ny Nørup. Vejen forsætter derefter videre igennem Gødding Skov, hvor den derefter følger Kastanievej og passere under en stor faunapassage øst for Vandel. Vejen forsætter derefter nord om byen Vandel, hvor den ender i Lufthavnsvej. Motortrafikvejen føres derfra videre som Lufthavnsvej til Billund Lufthavn og Grindsted. 
Motortrafikvejen åbnede for trafik den 8. oktober 2012.